# Вовчицький ботанічний заказник
Вовчицький — ботанічний заказник місцевого значення. Об'єкт розташований на території Маневицького району Волинської області, ДП «Маневицькие ЛГ», Вовчецьке лісництво, квартал 3, виділ 1.
Площа — 10 га, статус отриманий у 1980 році.
Охороняється ділянка соснового лісу віком до 100 років, де у трав'яному покриві зростають орляк звичайний, безщитник жіночий, щитник чоловічий, сфагнові мохи, зозулин льон звичайний, дикран віничний, журавлина болотна, лохина, чорниця, трапляються регіонально рідкісний хвощ великий та осока тонкокореневищна, занесена до Червоної книги України.